# جيمي نيكولسن
جيمي نيكولسن (بالإنجليزية: Jamie Nicolson) (9 نوفمبر 1971 – 28 فبراير 1994) هو ملاكم أسترالي راحل، مثّل بلاده في الألعاب الأولمبية الصيفية 1992.

## روابط خارجية
جيمي نيكولسن على موقع بوكس ريك (الإنجليزية) (registration required)
- جيمي نيكولسن على موقع أوليمبيديا (الإنجليزية)
- جيمي نيكولسن على موقع اللجنة الأولمبية الأسترالية (الإنجليزية)